# Wigtownshire (circonscription du Parlement d'Écosse)
Pour l’article homonyme, voir Wigtownshire.
Wigtownshire était une circonscription représentée au Parlement d'Écosse jusqu'en 1707.

## Liste des commissaires du comté
- 1621: Robert Maclellan
- 1628–33, 1643, 1644, 1645–47: Sir Patrick Agnew[1]
- 1644, 1648–49, 1665 convention, 1667 convention, 1669–72: Sir Andrew Agnew de Lochnaw[1]
- 1661–63: Uchtred McDowall de Freuch [2]
- 1661–63: Richard Murray de Broughton [2]
- 1665 convention, 1681–82: Sir David Dunbar de Baldoune [3]
- 1667 convention, 1669–72: William Maxwell de Monreith[4]
- 1672–74, 1678 convention, 1681–82: Sir James Dalrymple, 1er Baronnet[5]
- 1678 convention: Sir Godfrey Macculloch[6]
- 1685, 1689 convention, 1689–1702: Sir Andrew Agnew (décédé en 1702)[7]
- 1685: William Steuart de Castlestuart [8]
- 1689 (convention), 1689–1700: William McDowell de Garthland (décédé vers 1700) [9]
- 1700–02, 1702–07: William Steuart l'aîné de Castlesteuart [9],[10]
- 1702, 1702–07: John Stewart de Sorbie [10]